# Red Hot Organization
La Red Hot Organization (RHO) est une association à but non lucratif 501(c) 3, spécialisée dans la lutte contre le SIDA par le biais de la culture pop.
Depuis son lancement en 1989, plus de 400 artistes, producteurs et réalisateurs ont contribué à plus de 20 compilations musicales, à des programmes télévisés et à des événements médiatiques aidant à collecter un total de plus de 10 millions de dollars[réf. nécessaire] pour la recherche et la prévention contre le SIDA dans le monde.
The Red Hot Organization Collection est donnée à la Fales Library (en) de New York en 2006[réf. nécessaire].

## Histoire
Initialement fondée sous le nom de King Cole, Inc. par Leigh Blake et John Carlin, la Red Hot est lancée en 1989 à la suite des ravages que cause le SIDA sur toute une génération d'artistes et d'intellectuels new-yorkais.
En 1990, l'organisation publie Red Hot + Blue qui fait participer des stars comme David Byrne, Annie Lennox, Tom Waits, U2 et Erasure. Carlin, à l'époque âgé de 43 ans explique que « ce CD s'inspire de la naïveté et de la volonté. » Red Hot + Blue compte plus d'un million d'exemplaires vendus.
L'album Red Hot + Country est ensuite publié en 1994 par Mercury Nashville ; il est noté d'un A- par Entertainment Weekly et fait notamment participer Dolly Parton, Crosby, Stills and Nash, et Jackson Browne. L'album reçoit deux Grammy Awards. Un live show est organisé au Ryman Auditorium. Le concert est enregistré et publié en cassette vidéo[réf. souhaitée].
En 1995, le magazine Time liste Stolen Moments: Red Hot + Cool de la Red Hot comme son premier album préféré en 1994.

## Discographie
- 1990 : Red Hot + Blue
- 1992 : Red Hot + Dance
- 1993 : No Alternative
- 1993 : Red Hot + Bothered
- 1994 : Red Hot + Country
- 1994 : Stolen Moments: Red Hot + Cool
- 1996 : Offbeat: A Red Hot Soundtrip
- 1996 : America Is Dying Slowly
- 1996 : Red Hot + Rio
- 1997 : Red Hot + Latin: Silencio = Muerte
- 1998 : Onda Sonora: Red Hot + Lisbon
- 1998 : Red Hot + Rhapsody
- 2000 : Red Hot + Indigo
- 2002 : Red Hot + Riot: The Music and Spirit of Fela Kuti
- 2009 : Dark Was the Night
- 2011 : Red Hot + Rio 2
- 2013 : Red Hot + Fela
- 2014 : Master Mix: Red Hot + Arthur Russell
- 2014 : Red Hot + Bach
- 2016 : Day of the Dead
- 2024 : Transa

### Compilations
- 1994 : Red Hot On Impulse
- 1996 : Nova Bossa: Red Hot On Verve
- 1998 : By George (& Ira): Red Hot on Gershwin
- 1998 : Twentieth-Century Blues: The Songs of Noel Coward